# Clubiona adjacens
Clubiona adjacens là một loài nhện trong họ Clubionidae.
Loài này thuộc chi Clubiona. Clubiona adjacens được Willis J. Gertsch & Michael Davis miêu tả năm 1936.